# Phthiria pulchella
Phthiria pulchella är en tvåvingeart som beskrevs av Samuel Wendell Williston  1901. Phthiria pulchella ingår i släktet Phthiria och familjen svävflugor. Inga underarter finns listade i Catalogue of Life.